# Distretto di Leova
Il distretto di Leova è uno dei 32 distretti della Moldavia, il capoluogo è la città di Leova.
I distretti con cui confina Leova sono il distretto di Hîncești a nord, il distretto di Cimișlia e l'area autonoma della Gagauzia ad est, ed il distretto di Cantemir a sud.

## Società

### Evoluzione demografica
In base ai dati del censimento, la popolazione è così divisa dal punto di vista etnico:
| Etnia       | Abitanti | %     |
| ----------- | -------- | ----- |
| Moldavi     | 43.673   | 85,54 |
| Ucraini     | 1.245    | 2,44  |
| Russi       | 1.167    | 2,28  |
| Gagauzi     | 432      | 0,85  |
| Bulgari     | 3.804    | 7,45  |
| Rumeni      | 471      | 0,92  |
| Altre etnie | 264      | 0,52  |

## Geografia antropica

### Suddivisioni amministrative
Il distretto è formato da 2 città e 20 comuni

#### Città
- Leova
- Iargara

#### Comuni
1. Băiuș
2. Beștemac
3. Borogani
4. Cazangic
5. Ceadîr
6. Cneazevca
7. Colibabovca
8. Covurlui
9. Cupcui
10. Filipeni
11. Hănăsenii Noi
12. Orac
13. Romanovca
14. Sărata Nouă
15. Sărăteni
16. Sărățica Nouă
17. Tigheci
18. Tomai
19. Tomaiul Nou
20. Vozneseni